# Lake Dead
Lake Dead è un film horror prodotto negli Stati Uniti nel 2007 diretto da George Bessudo e scritto da Daniel P. Coughlin. La pellicola è una morale sull'incesto.

## Trama
Willard Lake ha un violento discorso con sua moglie Gloria. Stanco degli abomini che commette la moglie, decide di andarsene di casa. Viene però fermato dallo sceriffo, che lo uccide con un fucile.
Brielle Lake riceva una chiamata a notte fonda da suo padre John che gli rivela che suo nonno (Willard) è morto ieri. La ragazza è perplessa, visto che il padre non le ha mai rivelato di avere un nonno ancora vivo. Insieme al fidanzato Ben Graham, il giorno dopo si presenta a casa della sorellastra Samantha Lake, alcolista, spacciatrice, ubriacona e drogata. La donna si dimostra molto scortese, ma il suo interesse man mano che Brielle le rivela dell'arrivo di una lettera in cui veniva accennato all'atto di proprietà dell'hotel del nonno defunto. Samantha (Sam), decide di andare a controllare ella stessa la proprietà, senza avere nessuno tra le scatole. Il giorno del funerale del nonno defunto, Brielle incontra sua sorella Kelly, e non ascoltando le sue suppliche si scaglia contro il padre, accusandolo di averle tenuta nascosta l'esistenza del nonno che non hanno mai conosciuto. John le rivela che era un uomo cattivo ed egoista e quando la figlia accenna all'hotel lasciato in eredita la implora espressamente di non darci, ma ella non gli dà ascolto. Sam arriva all'hotel e dopo aver preso una stanza, viene aggredita da due uomini robusti che la torturano brutalmente per poi farla affogare nel fondo dell'oceano.
Brielle, Ben e Kally insieme ai loro amici Tanya, Amy e il suo fidanzato Bill partano alla volta dell'hotel sulla carrozza dell'ultimo. Arrivati alla struttura, Brielle e Ben conoscono Gloria, che si presenta come la tuttofare della gestione. I ragazzi, prima di decidere cosa farne della proprietà, scelgono di andare a dormire vicino a un lago insieme alla loro comitiva, anche se si sorprendono dell'assenza di Sam. Bill e Tanya si allontanano dal gruppo per fare sesso in segreto. Finito, vengono separati e uccisi da due uomini misteriosi. I due mostri, attaccano poi Brielle e gli altri. Gli aggressori rimangono senza parola nel guardare le due sorelle. Amy, fugge nel bosco dopo viene violentata e uccisa, mentre Ben accendendo la roulotte riesce a creare una via di fuga. Lo sceriffo della città ferma la loro carrozza e riporta i tre ragazzi all'hotel per interrogarli separatamente. Vengono però ingannati e sedati da Gloria. Si risvegliano in una casa legati e di fronte a loro ci sono i due mostri (Abel e Kane) e lo sceriffo. Dopo aver separato le due ragazze da Ben, lo sceriffo insieme a Kane inizia a far scomparire i cadaveri disseminati vicino al lago. Rimasto da solo con Abel, Ben lo colpisce fino ad ucciderlo, liberando sia lui che le due ragazze.
John, preoccupato per le figlie, decide di viaggiare fino all'hotel Lake. Lo sceriffo, riesce a catturare le due sorelle e lascia Ben solo a vedersela con Kane, che tuttavia riesce a vincere uccidendo il mostro. Gloria, rivela a Brielle e Kally che lui è la loro nonna e che lo sceriffo, Chuck, e i deceduti Abel e Kane sono in realtà i fratelli di John e quindi gli zii della realtà. Inoltre, la famiglia ha una grande tradizione: fare un incesto tra di loro per procreare figli con “sangue puro”. Ben riuscirà ad uccidere Gloria e a liberare Kally. Lo scontro con Chuck si rivelerà più difficile e il ragazzo verrà ferito. Arriverà infine John a risolvere la situazione, uccidendo il fratello e facendo finire la tradizione insieme all'incubo che si era creato.
Una scena finale, mostra un gruppo di ragazzi arrivare al motel lake. Dopo esservi entrati, all'uscita appare Kane, sopravvissuto allo scontro con Ben.

## Produzione
La pellicola è stata girata nel 2006 a Santa Clarita, in California e Simi Valley, sempre in California. È stata prodotto da Alliace Entertainment Group. Il produttore esecutivo è stato Robert Rodrigez. Daniel P. Coughlin ha scritto i dialoghi.

## Distribuzione
Il film è stato distribuito all'After Dark Horrorfest nel novembre del 2007 ed è uscito in formato DVD il 18 marzo 2008.